# Министерство культуры Литвы
Министе́рство культу́ры Литвы́ — орган исполнительной власти Литовской Республики. Отвечает за разработку и реализация государственной культурной политики в области поддержки профессионального и самодеятельного искусства, театра, музыки, изобразительного искусства, кино, музеев, библиотек и печатных публикаций, защиту авторских прав и связанных с ними интересов, а также защиту культурных ценностей.
Министерство награждает Литовской национальной премией за достижения в области искусства и культуры, а также премией Мартинаса Мажвидаса в области научных исследований.
Во главе министерства стоит министр культуры. С 12 декабря 2024 года министром культуры является Шарунас Бирутис.
Министерство располагается в Вильнюсе на улице Й. Басанавичяус (лит. Jono Basanavičiaus g.), в доме № 5.

## Функции
- Разработка законодательства, относящегося к культурной деятельности;
- Разработка редакционных концепций и программ поддержки развития различных видов искусства, а также координация их реализации;
- Выделение средств для музеев, библиотек и организаций, которые поддерживают изящные и музыкальные искусства
- Координационная деятельность от имени авторского права и смежных прав;
- Координирование состояния информационной политики;
- Учёт и защита культурных ценностей;
- Развитие и реализация международных культурных программ и проектов международных соглашений, относящихся к этим программам;
- Инициирование региональных культурных стратегий развития.

## Министры культуры (1992—2018)
| Министры культуры и образования | Министры культуры и образования | Министры культуры и образования |
| ------------------------------- | ------------------------------- | ------------------------------- |
| 1                               | Дарюс Куолис                    | 23 июля 1992 — 2 декабря 1992   |
| 2                               | Дайнюс Тринкунас                | 2 декабря 1992 — 9 июня 1994    |

| Министры культуры | Министры культуры      | Министры культуры                 |
| ----------------- | ---------------------- | --------------------------------- |
| 1                 | Дайнюс Тринкунас       | 9 июня 1994 — 5 ноября 1994       |
| 2                 | Юозас Някрошюс         | 5 ноября 1994 — 4 декабря 1996    |
| 3                 | Саулюс Шальтянис       | 4 декабря 1996 — 1 июня 1999      |
| 4                 | Арунас Бекшта          | 1 июня 1999 — 27 октября 2000     |
| 5                 | Гинтаутас Кевишас      | 27 октября 2000 — 4 июля 2001     |
| 6                 | Рома Жакайтене         | 4 июля 2001 — 29 ноября 2004      |
| 7                 | Владимирас Прудниковас | 29 ноября 2004 — 6 июля 2006      |
| 8                 | Йонас Ючас             | 18 июля 2006 — 28 ноября 2008     |
| 9                 | Ремигиюс Вилкайтис     | 28 ноября 2008 — 2 июля 2010      |
| 10                | Арунас Гелунас         | 2 июля 2010 — 13 декабря 2012     |
| 11                | Бирутис Шарунас        | 13 декабря 2012 — 13 декабря 2016 |
| 12                | Лиана Руоките-Джонсон  | 13 декабря 2016 — 22 декабря 2018 |
| 13                | Миндаугас Кветкаускас  | 22 декабря 2018 — 11 декабря 2020 |
| 14                | Симонас Кайрис         | 11 декабря 2020 — н.в.            |